# Rapport om Adam
Rapport om Adam (Le Procès-verbal) är en roman av den franske författaren Jean-Marie Gustave Le Clézio utgiven 1963. 
Rapport om Adam blev den blott 23-årige debutantens stora genombrott och jämfördes med verk som Främlingen av Albert Camus och Äcklet av Jean-Paul Sartre. Romanen belönades med Prix Renaudot 1963.

## Handling
Den unge Adam Pollo lämnar sin familj och ställer sig frivilligt utanför samhället som han tycker är kallt och omänskligt. Han bosätter sig i en övergiven villa på Rivieran och vandrar på måfå runt i Nice. Han vill finna en ny tillvaro och se världen med nya ögon. Men hans utanförskap accepteras inte av omgivningen och till slut spärras han in på mentalsjukhus.

## Svenska utgåvor
- Rapport om Adam, Gebers 1964
- Rapport om Adam, Geber pocket 1968 Libris 1965277
- Rapport om Adam, Norstedts 2008 ISBN 978-91-1-302174-4